# Ladislav Tóth (1968)
Ladislav Tóth (* 21. prosince 1968) je bývalý slovenský fotbalový brankář.

## Fotbalová kariéra
V československé lize hrál za Inter Bratislava a Spartak Trnava. Nastoupil v 19 ligových utkáních. Ve slovenské nejvyšší soutěži hrál za Inter Bratislava. V Poháru UEFA nastoupil ve 3 utkáních.

## Ligová bilance
| Ročník                                   | Zápasy | Góly | Minuty | Nuly | Klub             |
| ---------------------------------------- | ------ | ---- | ------ | ---- | ---------------- |
| 1. československá fotbalová liga 1990/91 | 13     | 0    | –      | 3    | Inter Bratislava |
| 1. československá fotbalová liga 1991/92 | 2      | 0    | 180    | 0    | Inter Bratislava |
| 1. československá fotbalová liga 1992/93 | 4      | 0    | –      | 0    | Spartak Trnava   |
| CELKEM                                   | 19     | 0    | –      | 3    |                  |